# Theo. Das katholische Magazin
Theo. Katholisches Magazin ist ein deutsches Glaubensmagazin. Es wurde im Jahr 2007 von Brigitte Haertel, Pater Antonin Walter O.P. und Sven Schlebes gegründet und erscheint seit 2008 als Produkt der Theo. Katholisches Magazin Unternehmensgesellschaft mbH. Herausgeberin von Theo. das katholische Magazin ist Chefredakteurin Brigitte Haertel unter theologischer Beratung von Pater Georg Maria Roers SJ. Sitz der Redaktion ist Düsseldorf und Berlin (Außenstelle).

## Inhalt und Stil
Theo. Katholisches Magazin behandelt Aspekte des katholischen Glaubens und widmet sich einer zeitgemäßen, toleranten und ästhetischen Auseinandersetzung mit vor allem spirituellen Themen. Besonderes Augenmerk wird auf die konkrete Glaubenserfahrung im Alltag gelegt.
Innerhalb der deutschen Presselandschaft stößt Theo. Katholisches Magazin auf ein durchaus positives Echo. Im Jahr 2008 wurde Theo. Katholisches Magazin im Rahmen des "Best Corporate Publishing"-Wettbewerbs mit Gold in der Branchengruppe
Non-profit/Verbände/Institutionen ausgezeichnet.

## Mediadaten
Theo. Katholisches Magazin erscheint fünfmal im Jahr in Düsseldorf und Berlin (seit Januar 2012), hat eine Druck-Auflage von ca. 20.000 Exemplaren. Über 3.500 Leser beziehen das Magazin im Abonnement (Stand Januar 2010). Eine Ausgabe umfasst in der Regel 64 Seiten.

## Vergleichbare Magazine
Der Ansatz, sich dem Thema Glauben zu nähern, wird im deutschen Sprachraum vor allem von Chrismon verfolgt.